# Coryphantha salinensis
Coryphantha salinensis, conocida comúnmente como biznaga partida de Nuevo León, es una especie de planta suculenta perteneciente al género Coryphantha, dentro de la familia Cactaceae. Es endémica del noreste de México (concretamente de los estados mexicanos de Coahuila, Nuevo León y Tamaulipas).

## Descripción
Coryphantha salinensis es una especie de cactus que crece de forma solitaria, tiene tallos globosos, ovoides o cilíndricos cortos y están cubiertos de espinas agrupadas e interconectadas. Tiene la epidermis de color verde grisáceo oscuro a gris azulado pálido y las raíces son de tipo fibrosas. Mide de 5 a 15 cm de altura y de 5 a 9 cm de diámetro. Presenta el ápice deprimido y con lana blanca.

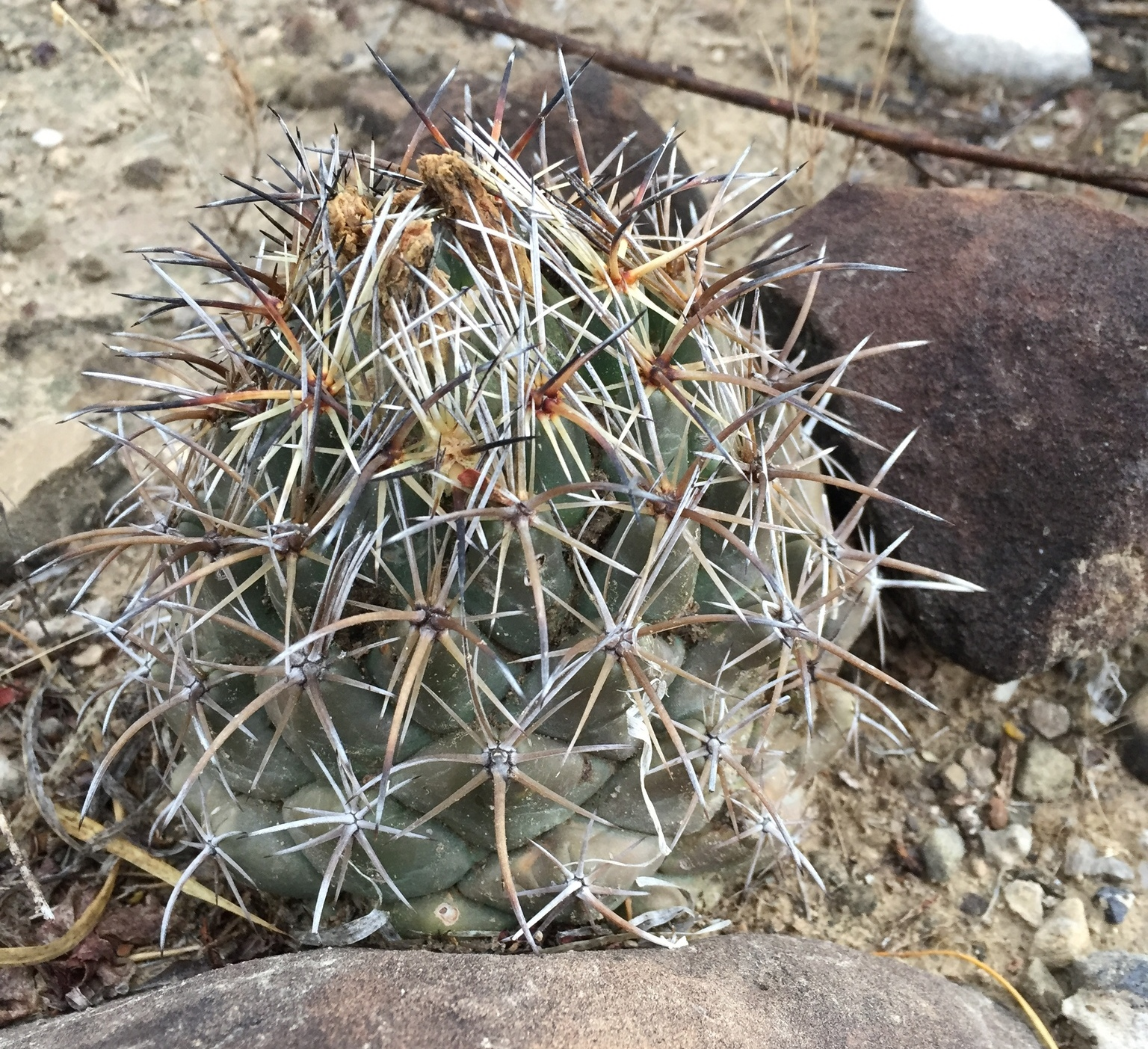
Porte de la planta

Los tallos están cubiertos de tubérculos que aunque al principio son cónicos redondeados, luego se vuelven piramidales con la base romboidal. Se disponen más o menos erectos en series de 8 a 13 y son de consistencia firme. A menudo están imbricados y tienen los bordes oblicuamente cortados, con una base de 1,7 cm de ancho y una longitud de 1,8 a 2,2 cm. Tienen abundante lana blanca cuando son jóvenes, tanto en los surcos como en las axilas, aunque con el tiempo se vuelven desnudas.
En la punta de los tubérculos se asientan areolas redondas de 3 mm de diámetro, las cuales son lanosas en su juventud. Tienen generalmente 4 espinas centrales (que también pueden estar ausentes en los juveniles) de color blanco opaco a marrón o negro. Normalmente miden de 1,2 a 1,5 cm de largo y van de rectas a fuertemente curvadas, aunque la inferior es dominante, está curvada hacia abajo como un cuerno y mide de 1,5 a 2,1 cm de largo.
También tienen de 11 a 20 espinas radiales rectas, aciculares y de color blanquecino con la punta más oscura. Al principio todas las espinas radiales son iguales, pero con el tiempo se diferencian en dos tipos: las 5-7 inferiores y posteriores son rígidas y llegan a mediar de 1 a 1,5 cm, y las 7-13 superiores, son flexibles, se disponen en haces y llegan a medir de 1,6 a 2 cm de largo.

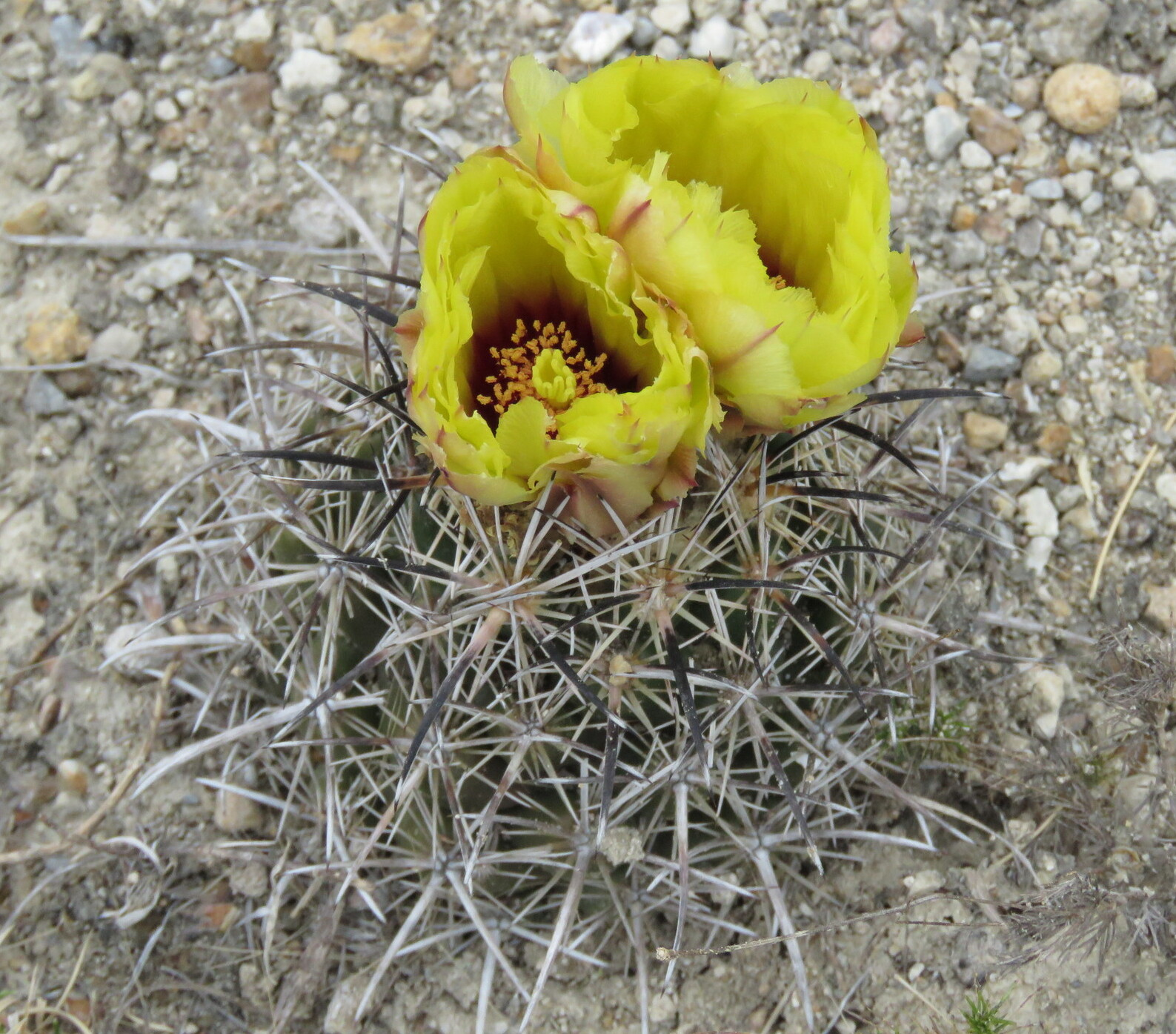
Planta en flor

Las flores son grandes, miden de 4 a 7 cm de largo y de 4 a 7,5 cm de diámetro. Son de color amarillo brillante con la base roja. Además tienen la franja dorsal media de color marrón verdoso y la garganta de color rojo intenso. Los filamentos son rojos y las anteras amarillas.
El fruto que produce es jugoso, de color verde y tiene remanentes florales adheridos. Mide hasta 2,5 cm de largo y 1 cm de ancho. Las semillas son reniformes, de color pardo y con la testa reticulada. Miden aproximadamente 1,8 mm de largo y 1 mm de ancho.

## Distribución y hábitat
El área de distribución nativa de esta especie es el noreste de México (concretamente de los estados mexicanos de Coahuila, Nuevo León y Tamaulipas) y crece principalmente en biomas desérticos o de matorral seco.

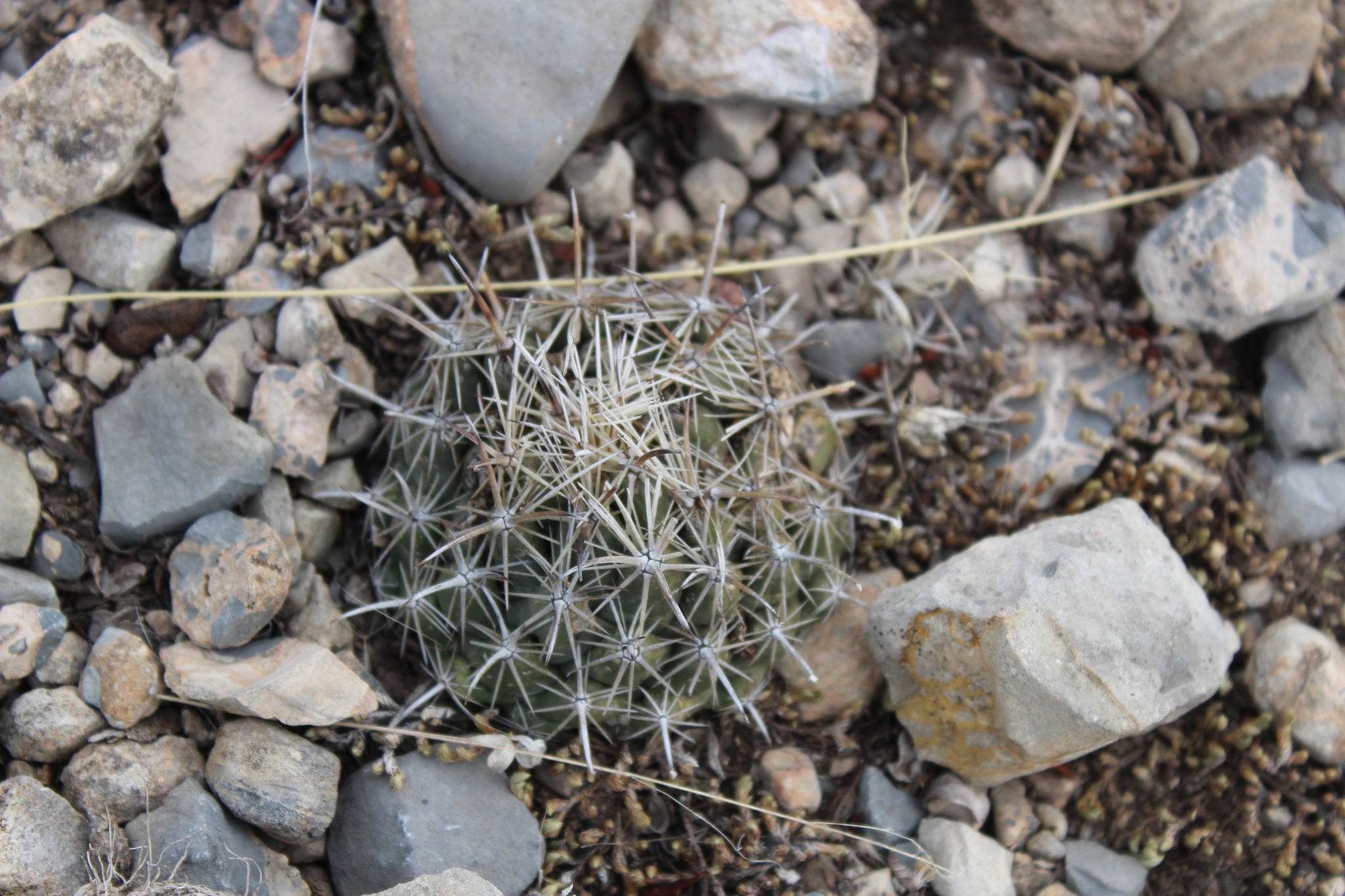
Planta en su hábitat

Habita en llanuras aluviales y suelos de grava caliza al pie de las laderas orientales de la Sierra Madre Oriental.

## Taxonomía
La primera descripción de esta especie fue como Echinocactus salinensis, publicada en 1853 por el botánico alemán Heinrich Poselger en la revista científica Allgemeine Gartenzeitung 21: 106.
Posteriormente, los botánicos Reto F. Dicht y Adrian D. Lüthy colocaron la especie en el género Coryphantha, pasando a llamarse Coryphantha salinensis y anotando estos cambios en la revista científica Kakteen und andere Sukkulenten 49: 257, en 1998.
Etimología
- Coryphantha: nombre genérico que deriva del griego coryphe (que significa 'cima' o 'cabeza'), y anthos (que significa 'flor'), haciendo referencia a que las flores aparecen en el ápice de los tallos.
- salinensis: epíteto geográfico que hace referencia a la localidad mexicana de Salinas Victoria (Nuevo León), lugar donde habita la especie.[8]

## Estado de conservación
En la Lista Roja de Especies Amenazadas de la UICN, la especie está clasificada como de “Preocupación Menor (LC)” y no se conocen amenazas importantes para la conservación de esta especie.

## Usos
Se cultiva principalmente como planta ornamental y su propagación se realiza a través de semillas.
Se desarrolla mejor a pleno Sol, pero tolera bien la sombra y prefiere la sombra ligera durante los meses calurosos de verano. Es sensible al exceso de riego (propenso a la pudrición), por lo que hay que cultivarlo en un sustrato muy poroso con buen drenaje. Además tolera las heladas, llegando a resistir hasta -5 °C si se mantiene seco.